# Sherman Otis Houghton

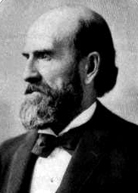
Sherman Otis Houghton

Sherman Otis Houghton (* 10. April 1828 in New York City; † 31. August 1914 in Compton, Kalifornien) war ein US-amerikanischer Politiker. Zwischen 1871 und 1875 vertrat er den Bundesstaat Kalifornien im US-Repräsentantenhaus.

## Werdegang
Sherman Houghton besuchte die öffentlichen Schulen seiner Heimat sowie das Collegiate Institute. Während des Mexikanisch-Amerikanischen Krieges war er zwischen 1846 und 1848 Soldat in einer Freiwilligeneinheit aus dem Staat New York. Nach seinem Ausscheiden aus dem Militärdienst folgte Houghton dem Goldrausch und ging nach Kalifornien, wo er für einige Zeit in den Goldminen arbeitete. Später ließ er sich in San José nieder. Im Jahr 1854 war er Verwaltungsangestellter am Supreme Court of California. Zwischen 1855 und 1856 fungierte Houghton als Bürgermeister von San José. Nach einem Jurastudium und seiner Zulassung praktizierte er dort als Rechtsanwalt. Während des Bürgerkrieges diente er als Offizier im Heer der Union. Dabei stieg er bis zum Oberstleutnant auf; zeitweise war er Ordonnanzoffizier.
Nach dem Krieg setzte Houghton als Mitglied der Republikanischen Partei seine politische Laufbahn fort. Bei den Kongresswahlen des Jahres 1870 wurde er im ersten Wahlbezirk von Kalifornien in das US-Repräsentantenhaus in Washington, D.C. gewählt, wo er am 4. März 1871 die Nachfolge von Samuel Beach Axtell antrat. Nach einer Wiederwahl konnte er bis zum 3. März 1875 zwei Legislaturperioden im Kongress absolvieren. Seit 1873 vertrat er dort den damals neu geschaffenen vierten Distrikt seines Staates. Zwischen 1873 und 1875 war Houghton Vorsitzender des Committee on Coinage, Weights, and Measures. Im Jahr 1874 wurde er nicht bestätigt.
1881 wurde Houghton mit der Untersuchung von Unregelmäßigkeiten bei der Niederlassung der United States Mint in San Francisco beauftragt. Seit 1886 lebte er in Los Angeles, wo er als Anwalt tätig war. Sherman Houghton starb am 31. August 1914 in Compton und wurde in Los Angeles beigesetzt.